# Kaladien
Die Kaladien (Caladium) bilden eine Pflanzengattung aus der Familie der Aronstabgewächse (Araceae).
Die Gattung Caladium umfasst etwa sieben Arten, die ursprünglich im tropischen Süd- und Mittelamerika heimisch sind. Seit dem späten 18. Jahrhundert  wird insbesondere die Art Caladium bicolor (Buntwurz) in Europa und Nordamerika gezüchtet. Vor dem Zweiten Weltkrieg waren bereits über 1000 Sorten bekannt.

## Beschreibung

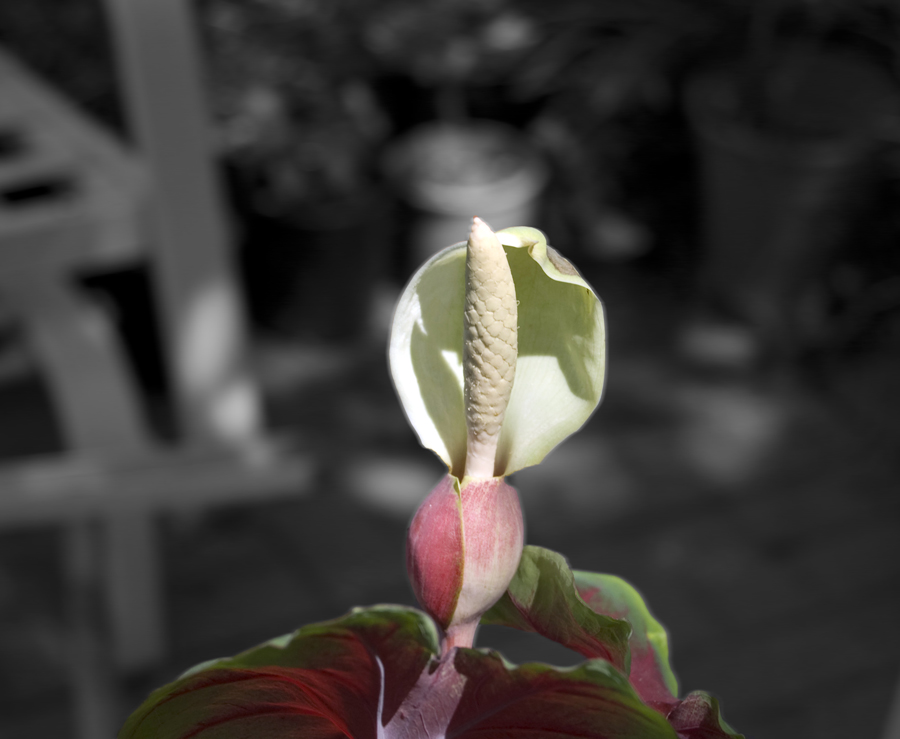
Caladium bicolor, Blüte

Caladium-Arten und -Sorten sind ausdauernde krautige Pflanzen. Sie besitzen Knollen als Überdauerungsorgane. Die grundständigen, gestielten Laubblätter sind schild-, pfeil- oder lanzettförmig. 
In zumindest einer Art (Caladium steudneriifolium) scheint die Panaschierung der Blätter als Mimikry zum Schutz vor Fraßfeinden zu dienen.
Caladium sind einhäusig getrenntgeschlechtig (monözisch). Es werden die für die Araceae typischen Blütenstände gebildet: mit männlichen und weiblichen Blüten in einem Kolben umhüllt von einer Spatha.

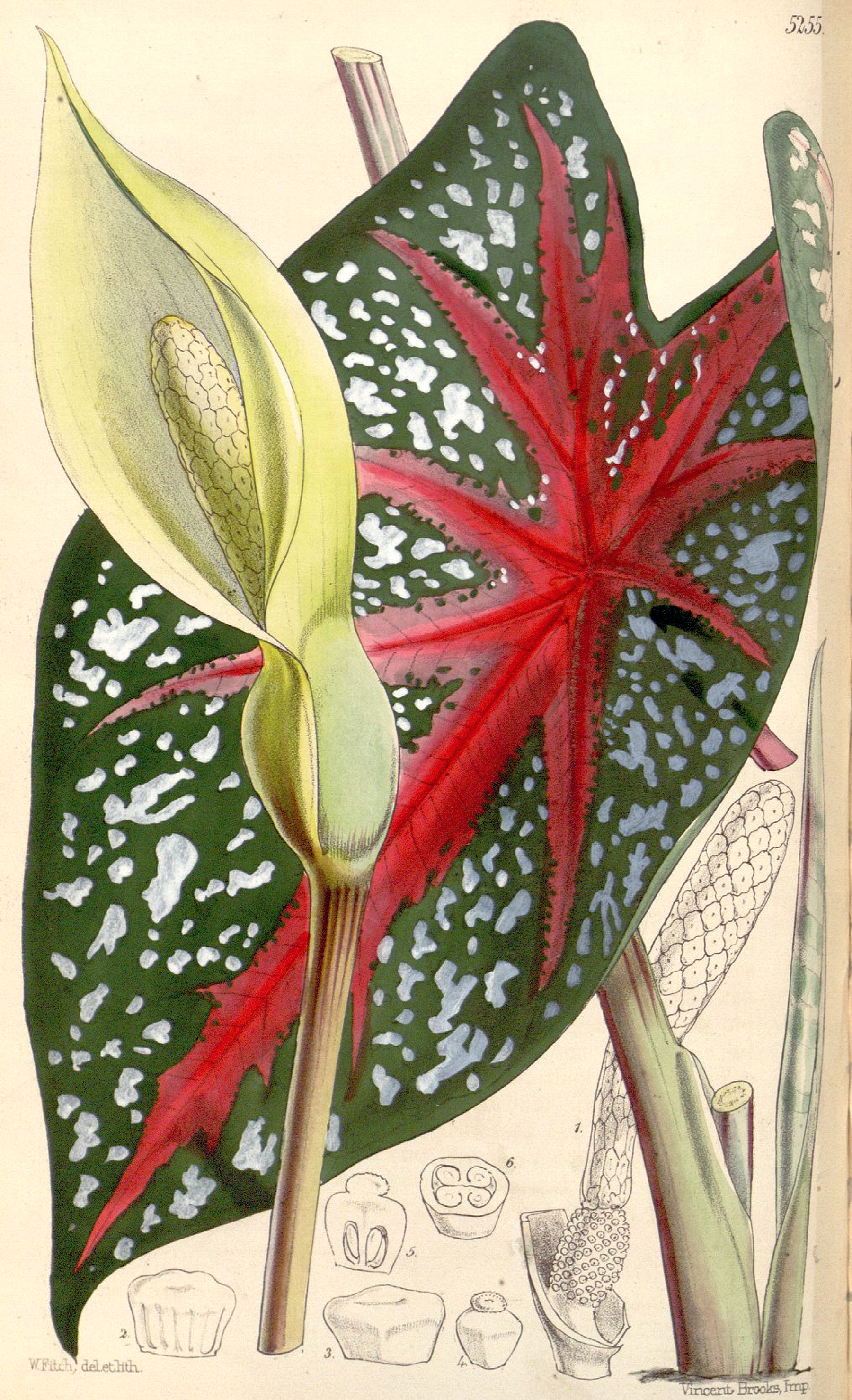
Illustration von Caladium bicolor

## Taxonomie und Systematik
Die Gattung Caladium wurde 1800 von Étienne Pierre Ventenat in Magazin Encyclopédique, ou journal des sciences, des lettres et des arts Band 4 Seite 463 erstbeschrieben. Diese Erstbeschreibung wurde konserviert.
Es gibt etwa 20 Caladium-Arten:
- Caladium amazonicum E.G.Gonç., Heimat: Brasilien[3]
- Caladium andreanum Bogner, Heimat: Kolumbien[3]
- Caladium bicolor (Aiton) Vent. (Syn.: Caladium marmoratum Mathieu, Caladium picturatum K.Koch & C.D.Bouché, Caladium ×hortulanum Birdsey, auch Elefantenohr oder Engelsflügel[4] genannt), Heimat: Mittelamerika bis Argentinien[3]
- Caladium clavatum Hett., Bogner & J.Boos, Heimat: Ecuador[3]
- Caladium coerulescens G.S.Bunting, Heimat: nordwestliches Venezuela[3]
- Caladium cortesiae Croat & E.G.Gonç.: Die 2019 erstbeschriebene Art kommt in Kolumbien vor.[3]
- Caladium humboldtii Schott, Heimat: Venezuela, Brasilien[3]
- Caladium intermedium E.G.Gonç., Heimat: Brasilien[3]
- Caladium lindenii (André) Madison, Heimat: Panama bis Kolumbien[3]
- Caladium macrotites Schott, Heimat: Kolumbien bis Brasilien[3]
- Caladium palaciosii Croat & L.P.Hannon: Die 2019 erstbeschriebene Art kommt in Ecuador und Peru vor.[3]
- Caladium picturatum K.Koch & C.D.Bouché, Heimat: Venezuela bis Nordbrasilien[3]
- Caladium praetermissum Bogner & Hett., Heimat: vermutlich tropisches Amerika[3]
- Caladium schomburgkii Schott, Heimat: nördliches Südamerika, Brasilien[3]
- Caladium smaragdinum K.Koch & C.D.Bouché, Heimat: Kolumbien und nördliches Venezuela[3]
- Caladium steudnerifolium Engl.: Sie kommt in Kolumbien, Bolivien, Ecuador und Peru vor.[3]
- Caladium steyermarkii G.S.Bunting, Heimat: nordwestliches Venezuela[3]
- Caladium ternatum Madison, Heimat: Kolumbien bis Brasilien[3]
- Caladium tuberosum (S.Moore) Bogner & Mayo: Sie kommt nur im zentralbrasilianischen Bundesstaat Mato Grosso und im westlichen Bolivien vor.[3]

## Belege
- Kurzbeschreibung, Gedanken zur Systematik und Verbreitung.